# Trust Company (band)
Trust Company is een Amerikaanse alternatieve rock- en nu-metalband. Opgericht in 1997 door zanger Kevin Palmer en drummer Jason Singleton. Trust Company heeft wereldwijd meer dan 1 miljoen albums verkocht. Ze zijn vooral bekend van hun nummer Downfall uit 2002.

## Bezetting

### Huidige leden
- Kevin Palmer - gitaar & zang (1997 - 2005, 2007 - heden)
- James Fukai - gitaar & achtergrondzang (1997 - 2005, 2007 - heden)
- Jason Singleton - drums & achtergrondzang (1997 - 2005, 2007 - heden)
- Josh Moates - basgitaar (1997 - 2004, 2007 - 2008, 2022 - heden)

### Voormalige leden
- Walker Warren - basgitaar (2004 - 2005)
- Eric Salter - basgitaar (2008 - 2009)
- Wes Cobb - basgitaar & achtergrondzang (2009 - 2011)

## Discografie

### Albums
Tussen haakjes totaal aantal weken in de lijst
| Titel                          | Jaar       | Charts           | Charts          | Charts           | Opmerkingen |
| Titel                          | Jaar       | NL Album Top 100 | VL Ultratop 200 | VS Billboard 200 | Opmerkingen |
| ------------------------------ | ---------- | ---------------- | --------------- | ---------------- | ----------- |
| The Lonely Position of Neutral | 23-07-2002 | -                | -               | 11 (20wk)        | VS: Goud    |
| True Parallels                 | 22-03-2005 | -                | -               | 32 (6wk)         | -           |
| Dreaming in Black and White    | 08-03-2011 | -                | -               | 175 (1wk)        | -           |

### Singles
Tussen haakjes totaal aantal weken in de lijst
| Titel                         | Jaar | Charts    | Charts            | Charts         | VS Billboard Charts | VS Billboard Charts | VS Billboard Charts    | Opmerkingen |
| Titel                         | Jaar | NL Top 40 | NL Single Top 100 | VL Ultratop 50 | Hot 100             | Alternative Songs   | Mainstream Rock Tracks | Opmerkingen |
| ----------------------------- | ---- | --------- | ----------------- | -------------- | ------------------- | ------------------- | ---------------------- | ----------- |
| Downfall                      | 2002 | -         | -                 | -              | 91 (4wk)            | 6 (26wk)            | 6 (26wk)               | -           |
| Running from Me               | 2002 | -         | -                 | -              | -                   | 22 (12wk)           | 24 (13wk)              | -           |
| The Fear                      | 2003 | -         | -                 | -              | -                   | -                   | -                      | -           |
| Stronger                      | 2005 | -         | -                 | -              | -                   | 20 (10wk)           | 22 (13wk)              | -           |
| Heart in My Hands             | 2010 | -         | -                 | -              | -                   | -                   | -                      | -           |
| Downfall (Areal Kollen remix) | 2020 | -         | -                 | -              | -                   | -                   | -                      | -           |
| Hover (LYFE4M remix)          | 2023 | -         | -                 | -              | -                   | -                   | -                      | -           |